# После занавеса
После занавеса (англ. Afterplay) ― одноактная пьеса ирландского драматурга Брайана Фрила 2002 года. Сюжет разворачивается вокруг двух персонажей из произведений русского писателя Антона Павловича Чехова (Соня из «Дяди Вани» и Андрей из «Трёх сестёр»), которые встречают друг друга в Москве в 1920-е годах.

## Постановки
Премьера пьесы состоялась на сцене театра Гейт в Дублине в 2002 году. Позднее её ставили в театре Гилгуда в 2002 году под руководством режиссёра Робина Лефевра и с Джоном Хёртом и Пенелопой Уилтон в главных ролях. 
Ещё одна постановка состоялась в Королевском театре Эдинбурга в 2009 году. Главные роли сыграли Фрэнсис Барбер и Ниалл Багги. Марк Фишер, рецензент издания «The Guardian» отзывался о пьесе следующим образом: «...согласно замыслу Фрила, Андрей и Соня встречаются случайно и по-прежнему испытывают на себе эмоциональный груз давних воспоминаний».
В постановке Крусибл-театра 2014 года играли актёры Нив Кьюсак (в роли Сони) и Шон Галлахер (в роли Андрея).
Следующая постановка пьесы состоялась в Нью-Йорке на Офф-Бродвее в Ирландском репертуарном театре 2 октября 2016 года. Режиссёр ― Джо Даулинг, в главных ролях ― Дермот Краули и Дирбла Моллой. Рецензент The New York Times писал о ней следующее: «диалоги их звучат так, как будто бы они не были выдуманы заранее, их монологи ― искренни и открыты. Каждый герой слушает другого с видимым сочувствием и состраданием».